# Edward III (toneelstuk)

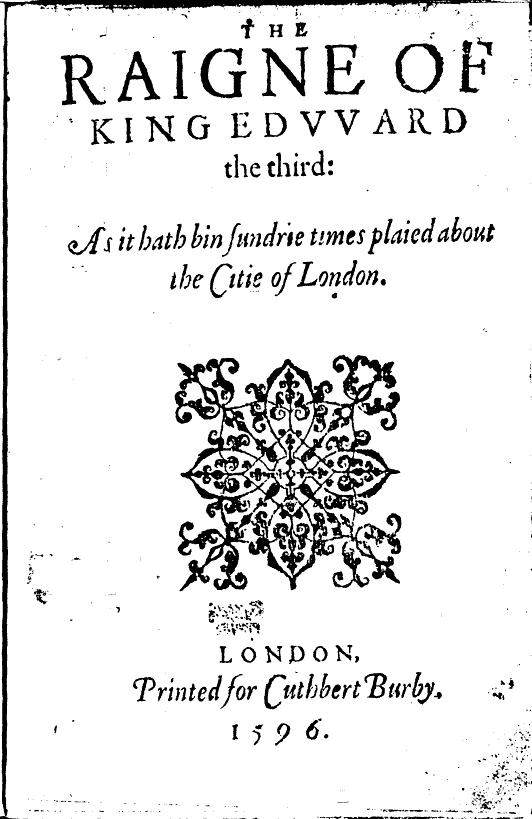
Titelblad van the first quarto (1596)

Edward III (voluit The Reign of King Edward the Third) is een in 1596 anoniem gepubliceerd historiestuk dat nu gedeeltelijk aan William Shakespeare wordt toegeschreven. 
The Reign of King Edward the Third werd op 1 december 1595 ingeschreven in het Stationers' Register. Het daaropvolgende jaar verscheen een anonieme publicatie met de vermelding dat het vele malen in Londen was opgevoerd. Het stuk werd niet opgenomen in de First Folio van 1623, na  Shakespeares dood samengesteld en gepubliceerd door zijn vrienden en collega-acteurs Heminges en Condell. Dit was ook de voornaamste reden waarom het lang geweerd werd uit de canon van de verzamelde werken van Shakespeare. Nu wordt onder meer door de uitgevers van The Oxford second edition van zijn verzameld werk (2005) aangenomen dat hij heel waarschijnlijk de auteur was van enkele scènes: 2, 3, 12 en mogelijk ook scène 13 (het toneelstuk is niet in bedrijven maar in losse scènes ingedeeld).
Voor de geschiedenis die hij in zijn stuk vertelt, baseert Shakespeare zich in de eerste plaats losjes op Lord Berners' vertaling uit 1535 van Froissarts kronieken.

## Inhoud
De plot van het stuk bestaat uit twee afzonderlijke delen. Het eerste draait om de gravin van Salisbury (de vrouw van de graaf van Salisbury). Haar kasteel (Roxburgh Castle) wordt belegerd door Schotten onder leiding van koning David, een bondgenoot van Frankrijk. Zij wordt gevangengezet, en Edward, de Engelse koning, geeft zijn zoon Ned, ‘the Black Prince’, de opdracht om met zijn leger op te trekken tegen Frankrijk. Zelf gaat hij de gravin redden uit handen van de Schotten, en begint haar dan het hof te maken. De deugdzame gravin verzet zich echter omdat zij al gehuwd is. Tegelijkertijd proberen ook koning David en Sir William Douglas bij haar in de gunst te komen. De gravin dreigt ermee om zelfmoord te plegen als de Engelse koning doorgaat met zijn pogingen om haar te veroveren. Daarop krijgt deze laatste wroeging en hij besluit om zich met de strijd tegen de Fransen te gaan bezighouden. Het zijn vooral deze scènes, met een koning die zijn passie voor de gravin verklaart in lyrische verzen, waarin men de hand van Shakespeare meent te herkennen. 
In het tweede deel van het stuk sluit koning Edward zich met zijn leger bij de Zwarte Prins aan in Frankrijk, in een oorlog om de Franse troon op te eisen. Het stuk schakelt tussen het Franse en het Engelse kamp, waarbij de schijnbare uitzichtloosheid van de Engelse campagne wordt gecontrasteerd met de arrogantie van de Fransen. Een groot deel van de actie is gericht op de jonge Edward (Ned), de Zwarte Prins, die filosofeert over de moraliteit van de oorlog en erin slaagt om tegen een onoverwinnelijk geachte tegenstander de overwinning te behalen. 